# Collections du musée Jean-Léon Gérôme

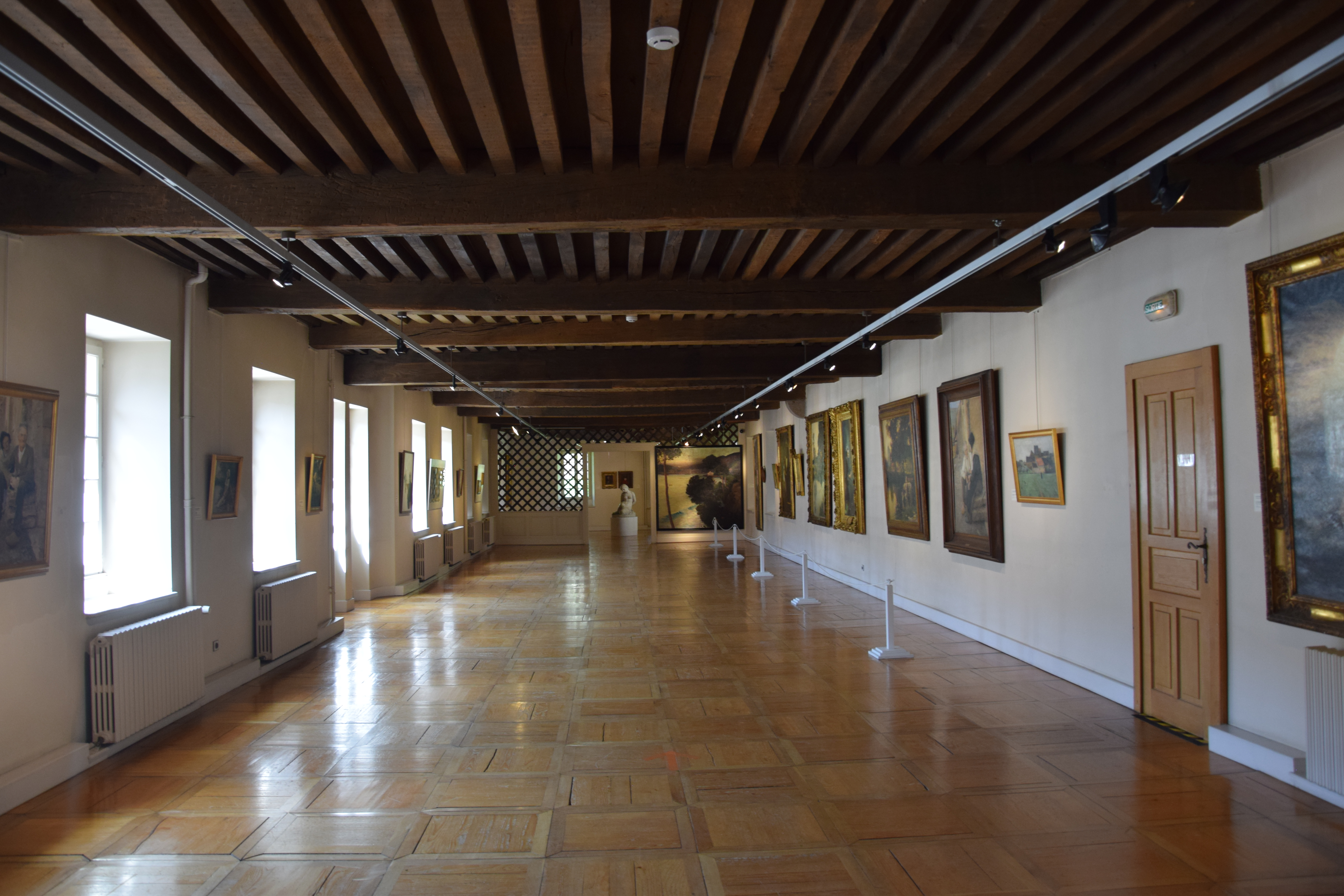
Une salle dédiée à la collection artistique.

Les Collections du musée Jean-Léon Gérôme incluent plus de 200 références d'œuvre (peintures, sculptures, dessins, objets), réparties en deux types de collections : les collections archéologie et les collections Beaux-Arts.
La section archéologique conserve des objets des périodes préhistorique, antique et médiévale (stèles funéraires, pierres tombales, fragments, objets), tous découverts sur le territoire haut-saônois. La section artistique se compose principalement de peintures et de sculptures d'artistes ayant un lien avec Vesoul ou la Haute-Saône (Gérôme, Dagnan-Bouveret, Courtois, Muenier).

## Collection archéologique

### Pierres tombales
| Image | Titre                                       | Auteur | Période | Matériau                                  | Dimensions (H x L) | Provenance                                                                                       | Lieu d'exposition | Réf.  |
| ----- | ------------------------------------------- | ------ | ------- | ----------------------------------------- | ------------------ | ------------------------------------------------------------------------------------------------ | ----------------- | ----- |
|       | François de Plaisant, décédé en 1542        | n.c.   | n.c.    | Sculptée en bas-relief                    | n.c.               | Don de la Salsa en 1890, provenance : ancienne église de Chariez                                 | Accueil           | [ 1 ] |
|       | Eloïse de Joinville, décédée le 5 août 1312 | n.c.   | n.c.    | Gravée au trait                           | n.c.               | Don de l'abbaye de Montigny en 1925, provenance : chapelle de l'abbaye de Montigny-lès-Vesoul    | Accueil           | [ 1 ] |
|       | Philibert de Montrost, décédé en 1516       | n.c.   | n.c.    | Sculptée en bas-relief                    | n.c.               | Don de la Salsa en 1890, provenance : église de Vallerois-le-Bois                                | Accueil           | [ 1 ] |
|       | Saint-André                                 | n.c.   | n.c.    | Pierre calcaire, sculpture en haut-relief | n.c.               | Dépôt de la paroisse Saint-Georges à Vesoul, provenance : ancienne église Saint-Georges à Vesoul | Accueil           | [ 1 ] |

### Stèles funéraires
| Image | Description | Auteur | Période              | Matériau               | Dimensions (H x L) | Provenance                                                             | Lieu d'exposition | Réf.  |
| ----- | --- | ------ | -------------------- | ---------------------- | ------------------ | ---------------------------------------------------------------------- | ----------------- | ----- |
|       | Couple tenant un gobelet et une bourse | n.c.   | Époque gallo-romaine | Sculptée en bas-relief | n.c.               | Dépôt de la Salsa en 1963, provenance : Corre                          | Salle Barbey      | [ 1 ] |
|       | | n.c.   | Époque gallo-romaine | Pierre                 | n.c.               | Don de la Salsa en , provenance :                                      | Salle Barbey      | [ 1 ] |
|       | Homme barbu tenant une coupe et une bourse. | n.c.   | Époque gallo-romaine | Pierre                 | n.c.               | Don de la Salsa en 1900 , provenance : Vallerois-le-Bois               | Salle Barbey      | [ 1 ] |
|       | Partie supérieure à sommet arrondi décoré de deux acrotères latéraux. Dans la niche, couple portant un gobelet et un coffret à tablettes.                                                                        | n.c.   | Époque gallo-romaine | Pierre                 | n.c.               | Dépôt de la Salsa en 1963, provenance : Corre                          | Salle Barbey      | [ 1 ] |
|       | Une famille : les parents et leurs deux enfants. | n.c.   | Époque gallo-romaine | Pierre                 | n.c.               | Dépôt de la Salsa en 1963, provenance : Bourbevelle                    | Salle Barbey      | [ 1 ] |
|       | Trois bustes : une femme portant un voile, à gauche un homme barbu, à droite un jeune homme imberbe. Au dessous, la dédicace dans un cartouche : DM MONIMEN AMA DI SIMUL CARAIIVXO R. AMANDINI FIL CURA AMANDINI | n.c.   | Époque gallo-romaine | Pierre                 | n.c.               | Dépôt de la Salsa en 1963, provenance : Corre                          | Salle Barbey      | [ 1 ] |
|       | Stèle dite « du faucheur ». L'homme aiguise sa faux avec une pierre. Un outil emmanché semble être attaché à son poignet.                                                                                        | n.c.   | Époque gallo-romaine | Pierre                 | n.c.               | Don de Mme Chardot en 1982, provenance : Francalmont                   | Salle Barbey      | [ 1 ] |
|       | Un croissant et les lettres DM sont gravés sur le fronton. Au-dessous, on peut lire le début de la dédicace : MILLURO NIS SPIR NUs.                                                                              | n.c.   | Époque gallo-romaine | Pierre                 | n.c.               | Don de M. Cugnier en 1983, provenance : Luxeuil                        | Salle Barbey      | [ 1 ] |
|       | Socle en réemploi (Chapiteau de pilastre renversé). | n.c.   | Époque gallo-romaine | Pierre                 | n.c.               | Dépôt de la Salsa en 1963 , provenance : Corre                         | Salle Barbey      | [ 1 ] |
|       | Une femme coiffée d'un chignon torsadé. | n.c.   | Époque gallo-romaine | Pierre                 | n.c.               | Dépôt de la Salsa en 1963, provenance : Corre                          | Salle Barbey      | [ 1 ] |
|       | Sur le fronton, l'inscription LIB SCOIII (?). Socle en réemploi (Chapiteau de pilastre renversé). | n.c.   | Époque gallo-romaine | Pierre                 | n.c.               | Mode d’acquisition inconnu, provenance : Jonvelle                      | Salle Barbey      | [ 1 ] |
|       | Personnage féminin tenant un gobelet. | n.c.   | Époque gallo-romaine | Pierre                 | n.c.               | Don de M. Normand, provenance : Pontcey                                | Salle Barbey      | [ 1 ] |
|       | Partie supérieure à fronton triangulaire orné d'un disque. Le bandeau porte une inscription aujourd'hui illisible.                                                                                               | n.c.   | Époque gallo-romaine | Pierre                 | n.c.               | Dépôt de la Salsa en 1963, provenance : Corre                          | Salle Barbey      | [ 1 ] |
|       | Partie supérieure à bandeau plat. Deux hommes barbus encadrent un jeune garçon. | n.c.   | Époque gallo-romaine | Pierre                 | n.c.               | Dépôt de la Salsa en 1963, provenance : Corre                          | Salle Barbey      | [ 1 ] |
|       | Jeune garçon. À sa gauche, une colonnette au chapiteau orné de feuilles d'eau. | n.c.   | Époque gallo-romaine | Pierre                 | n.c.               | Dépôt de la Salsa en 1963, provenance : Corre                          | Salle Barbey      | [ 1 ] |
|       | Partie supérieure à fronton aigu séparé de la niche ornée d'une coquille par un bandeau cintré portant l'inscription : CAMPANILLE SATUR                                                                          | n.c.   | Époque gallo-romaine | Pierre                 | n.c.               | Dépôt de la Salsa en 1963, provenance : Corre                          | Salle Barbey      | [ 1 ] |
|       | Tête féminine. | n.c.   | Époque gallo-romaine | Pierre                 | n.c.               | Dépôt de la Salsa en 1963, provenance : Corre                          | Salle Barbey      | [ 1 ] |
|       | Un homme vêtu d'une tunique et d'un manteau à capuchon. | n.c.   | Époque gallo-romaine | Pierre                 | n.c.               | Dépôt de la Salsa en 1963, provenance : Corre                          | Salle Barbey      | [ 1 ] |
|       | Tête masculine. | n.c.   | Époque gallo-romaine | Pierre                 | n.c.               | Dépôt de la Salsa en 1963, provenance : Corre                          | Salle Barbey      | [ 1 ] |
|       | Tête masculine. | n.c.   | Époque gallo-romaine | Pierre                 | n.c.               | Don de l'abbé Émile Descourvières en 1965, provenance : Bousseraucourt | Salle Barbey      | [ 1 ] |
|       | Sur le petit côté droit, une danseuse soulève un voile et tient une flûte double. | n.c.   | Époque gallo-romaine | Pierre                 | n.c.               | Dépôt de la Salsa en 1963, provenance : Corre                          | Salle Barbey      | [ 1 ] |
|       | Partie médiane. Sur la face principale, un couple. Sur les petits côtés, les jambes d'un satyre. | n.c.   | Époque gallo-romaine | Pierre                 | n.c.               | Dépôt de la Salsa en 1963, provenance : Corre                          | Salle Barbey      | [ 1 ] |
|       | Moitié droite dont le petit côté est orné d'une plante émergeant d'un vase. | n.c.   | Époque gallo-romaine | Pierre                 | n.c.               | Dépôt de la Salsa en 1963, provenance : Corre                          | Salle Barbey      | [ 1 ] |
|       | Deux fragments de petits côtés d’une même stèle. Décor de vases contenant des végétaux. | n.c.   | Époque gallo-romaine | Pierre                 | n.c.               | Dépôt de la Salsa en 1963, provenance : Corre                          | Salle Barbey      | [ 1 ] |
|       | Fragment en haut-relief. | n.c.   | Époque gallo-romaine | Pierre                 | n.c.               | Dépôt de la Salsa en 1963, provenance : Corre                          | Salle Barbey      | [ 1 ] |
|       | Le défunt tient un volumen dans sa main droite. | n.c.   | Époque gallo-romaine | Pierre                 | n.c.               | Dépôt de la Salsa en 1963, provenance : Corre                          | Salle Barbey      | [ 1 ] |
|       | Une femme tenant un gobelet et un panier. | n.c.   | Époque gallo-romaine | Pierre                 | n.c.               | Dépôt de la Salsa en 1963, provenance : Corre                          | Salle Barbey      | [ 1 ] |
|       | Le défunt tient un coffret à tablettes. | n.c.   | Époque gallo-romaine | Pierre                 | n.c.               | Provenance : Bousseraucourt                                            | Salle Barbey      | [ 1 ] |
|       | Homme vêtu d'une tunique. | n.c.   | Époque gallo-romaine | Pierre                 | n.c.               | Dépôt de la Salsa en 1963, provenance : Corre                          | Salle Barbey      | [ 1 ] |
|       | Personnage féminin. | n.c.   | Époque gallo-romaine | Pierre                 | n.c.               | Dépôt de la Salsa en 1963, provenance : Corre                          | Salle Barbey      | [ 1 ] |
|       | Fragment de l'arc au-dessus de la niche portant l'inscription : D MVSOR (ou D MAIIOR ?). | n.c.   | Époque gallo-romaine | Pierre                 | n.c.               | Dépôt de la Salsa en 1963, provenance : Corre                          | Salle Barbey      | [ 1 ] |
|       | Sommet d'une stèle. De chaque côté d'un ornement en V, l'inscription : ME : A. DEVS. | n.c.   | Époque gallo-romaine | Pierre                 | n.c.               | Dépôt de la Salsa en 1963, provenance : Corre                          | Salle Barbey      | [ 1 ] |
|       | Encadré par deux colonnes à chapiteau composite, le défunt est représenté vêtu d'une tunique et d'un manteau à capuchon. Il tient une coupe et un coffret à tablettes.                                           | n.c.   | Époque gallo-romaine | Pierre                 | n.c.               | Don de M. Gilles Cugnier en 1983, provenance : Luxeuil                 | Salle Barbey      | [ 1 ] |
|       | Tête et encolure de cheval. Fragment d’un groupe « Cavalier à l'anguipède ». | n.c.   | Époque gallo-romaine | Pierre                 | n.c.               | Dépôt de la Salsa en 1963, provenance : Corre                          | Salle Barbey      | [ 1 ] |
|       | Fragment d’un groupe « Jupiter à l’anguipède ». | n.c.   | Époque gallo-romaine | Pierre                 | n.c.               | Dépôt de la Salsa en 1963, provenance : Corre                          | Salle Barbey      | [ 1 ] |
|       | Triton. Incomplet (tête manquante), tient une rame. | n.c.   | Époque gallo-romaine | Pierre                 | n.c.               | Dépôt de la Salsa en 1963, provenance : Corre                          | Salle Barbey      | [ 1 ] |
|       | Couronnement d'un monument funéraire. Extrémité du rampant décorée d'une rangée de rectangles et d'un ornement floral stylisé. L'acrotère est décoré d'une grappe de raisins et d'un vase rempli de fruits.      | n.c.   | Époque gallo-romaine | Pierre                 | n.c.               | Dépôt de la Salsa en 1963, provenance : Corre                          | Salle Barbey      | [ 1 ] |
|       | Chapiteau. Orné de quatre têtes représentant les saisons. | n.c.   | Époque gallo-romaine | Pierre                 | n.c.               | Dépôt de la Salsa en 1963, provenance : Corre                          | Salle Barbey      | [ 1 ] |
|       | Couronnement d'un monument funéraire. La base de l'acrotère est ornée de deux oiseaux affrontés. | n.c.   | Époque gallo-romaine | Pierre                 | n.c.               | Dépôt de la Salsa en 1963, provenance : Corre                          | Salle Barbey      | [ 1 ] |

### Objets
| Image | Titre                                                            | Auteur | Période     | Matériau | Dimensions (H x L) | Provenance                         | Lieu d'exposition | Réf.  |
| ----- | ---------------------------------------------------------------- | ------ | ----------- | -------- | ------------------ | ---------------------------------- | ----------------- | ----- |
|       | Objets divers                                                    | n.c.   | Moyen Âge   | n.c.     | n.c.               | Châteaux de Colombier et de Vesoul | n.c.              | [ 1 ] |
|       | Objets divers                                                    | n.c.   | Moyen Âge   | n.c.     | n.c.               | Cimetières mérovingiens            | n.c.              | [ 1 ] |
|       | Carreaux de pavement                                             | n.c.   | Moyen Âge   | n.c.     | n.c.               | Abbaye de Bellevaux                | n.c.              | [ 1 ] |
|       | Maquette de la villa de Chassey-les-Montbozon                    | n.c.   | Antiquité   | n.c.     | n.c.               | n.c.                               | n.c.              | [ 1 ] |
|       | Restitution de l'hypocauste de la villa de Chassey-les-Montbozon | n.c.   | Antiquité   | n.c.     | n.c.               | Villa de Chassey-les-Montbozon     | n.c.              | [ 1 ] |
|       | Restitution de l'atrium de la villa de Chassey-les-Montbozon     | n.c.   | Antiquité   | n.c.     | n.c.               | Villa de Chassey-les-Montbozon     | n.c.              | [ 1 ] |
|       | Restitution de la toiture de la villa de Chassey-les-Montbozon   | n.c.   | Antiquité   | n.c.     | n.c.               | Villa de Chassey-les-Montbozon     | n.c.              | [ 1 ] |
|       | Objets du quotidien                                              | n.c.   | Antiquité   | n.c.     | n.c.               | Villa de Chassey-les-Montbozon     | n.c.              | [ 1 ] |
|       | Architecture et décoration                                       | n.c.   | Antiquité   | n.c.     | n.c.               | Villa de Chassey-les-Montbozon     | n.c.              | [ 1 ] |
|       | Sculptures                                                       | n.c.   | Antiquité   | n.c.     | n.c.               | n.c.                               | n.c.              | [ 1 ] |
|       | Mosaïques                                                        | n.c.   | Antiquité   | n.c.     | n.c.               | n.c.                               | n.c.              | [ 1 ] |
|       | Objet divers                                                     | n.c.   | Antiquité   | n.c.     | n.c.               | Sites haut-saônois                 | n.c.              | [ 1 ] |
|       | Objet divers                                                     | n.c.   | Antiquité   | n.c.     | n.c.               | Sanctuaire de Montjustin           | n.c.              | [ 1 ] |
|       | Outillage lithique                                               | n.c.   | Préhistoire | n.c.     | n.c.               | n.c.                               | n.c.              | [ 1 ] |
|       | Fosse d'extraction de d'atelier de débitage du silex             | n.c.   | Préhistoire | n.c.     | n.c.               | n.c.                               | n.c.              | [ 1 ] |
|       | Minière                                                          | n.c.   | Préhistoire | n.c.     | n.c.               | Blanc-Saule à Etrelles             | n.c.              | [ 1 ] |
|       | Objets divers                                                    | n.c.   | Préhistoire | n.c.     | n.c.               | La Baume-Noire à Frétigney         | n.c.              | [ 1 ] |
|       | Objets divers                                                    | n.c.   | Préhistoire | n.c.     | n.c.               | Camps de hauteur néolithiques      | n.c.              | [ 1 ] |
|       | Restes d'ours des cavernes et de mammouths                       | n.c.   | Préhistoire | n.c.     | n.c.               | n.c.                               | n.c.              | [ 1 ] |

## Collection artistique

### Peintures
| Image | Titre                                                                                                   | Auteur                      | Date           | Support                                                                           | Dimensions (H x L) | Provenance | Lieu d'exposition     | Réf.  |
| ----- | --- | --------------------------- | -------------- | --------------------------------------------------------------------------------- | ------------------ | --- | --------------------- | ----- |
|       | Autoportrait peignant la Joueuse de boules                                                              | Jean-Léon Gérôme            | Vers 1902      | Huile sur toile, inachevée                                                        | 76 × 59 cm         | Donation Morot-Dubufe en 1945                                                                                        | Salle Gérôme          | ,     |
|       | Le Prophète désobéissant                                                                                | Jean-Léon Gérôme            | Vers 1895      | Huile sur toile, grisaille                                                        | 50 × 62 cm         | Achat avec l’aide du Fonds régional d’acquisition des musées en 1994                                                 | Salle Gérôme          | ,     |
|       | L'Entrée du Christ à Jérusalem                                                                          | Jean-Léon Gérôme            | Avant 1897     | Huile sur toile, esquisse                                                         | 51 × 68 cm         | Donation Morot-Dubufe en 1945                                                                                        | Salle Gérôme          | ,     |
|       | L'Entrée du Christ à Jérusalem                                                                          | Jean-Léon Gérôme            | 1897           | Huile sur toile                                                                   | 112 × 160 cm       | Donation Morot-Dubufe en 1945                                                                                        | Salle Gérôme          | ,     |
|       | La Fuite en Égypte                                                                                      | Jean-Léon Gérôme            | Avant 1897     | Huile sur toile, esquisse                                                         | 51 × 68 cm         | Donation Morot-Dubufe en 1945                                                                                        | Salle Gérôme          | ,     |
|       | L’Odyssée                                                                                               | Jean-Léon Gérôme            | Vers 1858      | Huile sur cuivre                                                                  | 58 × 69 cm         | Achat avec l’aide du Fonds régional d’acquisition des musées en 1995                                                 | Salle Gérôme          | ,     |
|       | Veillée funèbre                                                                                         | Jean-Léon Gérôme            | De 1845 à 1855 | Huile sur toile, esquisse                                                         | 51 × 59 cm         | Donation Morot-Dubufe en 1945                                                                                        | Salle Gérôme          | ,     |
|       | Nu de dos                                                                                               | Jean-Léon Gérôme            | 1859           | Huile sur toile, étude pour Le roi Candaule (1859)                                | 43 × 30 cm         | Donation Morot-Dubufe en 1945                                                                                        | Salle Gérôme          | ,     |
|       | Jeune Fille nue                                                                                         | Jean-Léon Gérôme            | 1886           | Huile sur toile, étude pour Vente d'esclaves à Rome                               | 45 × 31 cm         | Donation Morot-Dubufe en 1945                                                                                        | Salle Gérôme          | ,     |
|       | L’Arabe effaroucheur d’alouettes                                                                        | Jean-Léon Gérôme            | Vers 1900      | Huile sur toile, esquisse                                                         | 50 × 80 cm         | Donation Morot-Dubufe en 1945                                                                                        | Salle Gérôme          | ,     |
|       | Les Colosses de Thèbes, Memnon et Sésostris                                                             | Jean-Léon Gérôme            | 1856           | Huile sur toile, esquisse                                                         | 92 × 104 cm        | Achat en Vente publique à Vesoul en 1978                                                                             | Salle Gérôme          | ,     |
|       | Cave canem, prisonnier de guerre à Rome                                                                 | Jean-Léon Gérôme            | 1881           | Huile sur toile                                                                   | 148 × 133 cm       | Don de l’artiste en 1886                                                                                             | Salle Gérôme          | ,     |
|       | Paysage d'Orient (Etude double)                                                                         | Jean-Léon Gérôme            | 1868           | Huile sur carton marouflé sur toile                                               | 24 × 32 cm         | Donation Morot-Dubufe en 1945                                                                                        | Salle Delarbre        | ,     |
|       | Paysage d'Orient (Étude : désert, oasis et montagne)                                                    | Jean-Léon Gérôme            | 1868           | Huile sur carton marouflé sur toile                                               | 24 × 32 cm         | Donation Morot-Dubufe en 1945                                                                                        | Salle Delarbre        | ,     |
|       | Paysage d'Orient (Étude : Village au bord de l’eau)                                                     | Jean-Léon Gérôme            | 1868           | Huile sur carton marouflé sur toile                                               | 24 × 32 cm         | Donation Morot-Dubufe en 1945                                                                                        | Salle Delarbre        | ,     |
|       | Mer Rouge, golfe d’Aqaba (Étude pour Quaerens quem devoret et Solitude (1888), Daphnis et Chloé (1898)) | Jean-Léon Gérôme            | 1868           | Huile sur carton marouflé sur toile                                               | 24 × 32 cm         | Donation Morot-Dubufe en 1945                                                                                        | Salle Delarbre        | ,     |
|       | Vieille Femme à la pipe                                                                                 | Jean-Léon Gérôme            | 1858           | Huile sur toile                                                                   | 46 × 33 cm         | Donation Hubert-Legrand en 1952                                                                                      | Salle Delarbre        | ,     |
|       | Les Mouettes                                                                                            | Jean-Léon Gérôme            | Vers 1902      | Huile sur toile                                                                   | 79 × 111 cm        | Achat avec l'aide du Fonds régional d’acquisition des musées en 1984                                                 | Salle Delarbre        | ,     |
|       | Femmes au bain                                                                                          | Jean-Léon Gérôme            | Vers 1898      | Huile sur toile                                                                   | 75 × 64 cm         | Donation Morot-Dubufe en 1945                                                                                        | Salle Delarbre        | ,     |
|       | La Chasse au lion                                                                                       | Jean-Léon Gérôme            | Vers 1900      | Huile sur toile                                                                   | 67 × 94 cm         | Donation Morot-Dubufe en 1945                                                                                        | Salle Delarbre        | ,     |
|       | Paysage d'Orient (étude pour Tigre aux aguets (1888))                                                   | Jean-Léon Gérôme            |                | Huile sur toile                                                                   | 15 × 28,5 cm       | Achat avec l’aide du Fonds régional d’acquisition des musées en 1997                                                 | Salle Delarbre        | ,     |
|       | Minarets du Caire, étude pour Place de la Citadelle (1891)                                              | Jean-Léon Gérôme            |                | Huile sur toile                                                                   | 36 × 28 cm         | Donation Morot-Dubufe en 1945                                                                                        | Salle Delarbre        | ,     |
|       | Intérieur de mosquée, étude pour La Mosquée Bleue (1878)                                                | Jean-Léon Gérôme            |                | Huile sur carton marouflé sur toile                                               | 24 × 32 cm         | Donation Morot-Dubufe en 1945                                                                                        | Salle Delarbre        | ,     |
|       | Village en Orient, étude pour Rachel au puits (vers 1895)                                               | Jean-Léon Gérôme            | 1868           | Huile sur carton marouflé sur toile                                               | 24 × 32 cm         | Donation Morot-Dubufe en 1945                                                                                        | Salle Delarbre        | ,     |
|       | Paysage d'Orient                                                                                        | Jean-Léon Gérôme            | 1868           | Huile sur carton marouflé sur toile, étude                                        | 24 × 32 cm         | Donation Morot-Dubufe en 1945                                                                                        | Salle Delarbre        | ,     |
|       | Paysage d'Orient, étude : Bords du Nil                                                                  | Jean-Léon Gérôme            | 1868           | Huile sur carton marouflé sur toile                                               | 24 × 32 cm         | Donation Morot-Dubufe en 1945                                                                                        | Salle Delarbre        | ,     |
|       | Paysage d'Orient, étude pour Daphnis                                                                    | Jean-Léon Gérôme            | 1868           | Huile sur carton marouflé sur toile                                               | 27 × 35 cm         | Donation Morot-Dubufe en 1945                                                                                        | Salle Delarbre        | ,     |
|       | Ils conspirent !                                                                                        | Jean-Léon Gérôme            | Vers 1892      | Huile sur toile                                                                   | 85 × 115 cm        | Donation Morot-Dubufe en 1945                                                                                        | Salle Cousin          | ,     |
|       | La Promenade dans le parc (Le Modèle vivant)                                                            | Jean-Léon Gérôme            | Vers 1900      | Huile sur bois, esquisse                                                          | 54,5 × 81,5 cm     | Achat en 1983 | Salle Cousin          | ,     |
|       | La Fin de la corrida                                                                                    | Jean-Léon Gérôme            | Vers 1870      | Huile sur toile, inachevée                                                        | 55 × 90 cm         | Achat avec l’aide du Fonds régional d’acquisition des musées en 1991                                                 | Salle Cousin          | ,     |
|       | Loïe Fuller                                                                                             | Jean-Léon Gérôme            | Vers 1893      | Huiles sur toile, études                                                          | 50 × 43 cm         | Donation Morot-Dubufe en 1945                                                                                        | Salle Cousin          | ,     |
|       | Étude de Cheval (Bidet)                                                                                 | Jean-Léon Gérôme            |                | Huile sur toile                                                                   | 67 × 79 cm         | Donation Morot-Dubufe en 1945                                                                                        | Salle Cousin          | ,     |
|       | Portrait de Jules-Clément Chaplain                                                                      | Jean-Léon Gérôme            | 1886           | Huile sur toile                                                                   | 73 × 65 cm         | Achat avec l’aide du Fonds régional d’acquisition des musées en 2002                                                 | Salle Cousin          | ,     |
|       | La Vérité au fond d'un puits                                                                            | Jean-Léon Gérôme            | Vers 1895      | Huile sur toile, esquisse pour le tableau achevé                                  | 43 × 30 cm         | Donation Morot-Dubufe en 1945                                                                                        | Salle Cousin          | ,     |
|       | Dante et Virgile aux enfers                                                                             | Jean-Léon Gérôme            |                | Huile sur toile                                                                   | 29 × 43 cm         | Donation Morot-Dubufe en 1945                                                                                        | Salle Cousin          | ,     |
|       | Nominor Leo                                                                                             | Jean-Léon Gérôme            | 1883           | Huile sur toile                                                                   | 152 × 219 cm       | Don de l’artiste en 1885                                                                                             | Salle Iselin          | ,     |
|       | Portrait de M. Leblond                                                                                  | Jean-Léon Gérôme            | 1847           | Huile sur toile                                                                   | 59 × 51 cm         | Legs de M. Henri Leblond en 1885                                                                                     | Salle Iselin          | ,     |
|       | Saint Vincent de Paul                                                                                   | Jean-Léon Gérôme            | 1847           | Huile sur toile                                                                   | 174 × 136 cm       | Achat avec l’aide du Fonds régional d’acquisition des musées en 1984                                                 | Salle Iselin          | ,     |
|       | Une âme emportée par un ange                                                                            | Jean-Léon Gérôme            | 1853           | Huile sur toile                                                                   | 146 × 124 cm       | Église de Frotey-lès-Vesoul (Dépôt de la paroisse de Frotey-lès-Vesoul en 1981)                                      | Salle Iselin          | ,     |
|       | Le Montciel, à Coulevon                                                                                 | Jules-Alexis Muenier        |                | Huile sur toile                                                                   | 55 × 82 cm         | Achat avec l’aide du Fonds régional d’acquisition des musées en 1999                                                 | Salle Xaintonge       | [ 1 ] |
|       | La Conversation                                                                                         | Jules-Alexis Muenier        | 1887           | Huile sur toile                                                                   | 160 × 136 cm       | Don de l’artiste en 1896                                                                                             | Salle Xaintonge       | [ 1 ] |
|       | L’Abreuvoir (Soir de septembre)                                                                         | Jules-Alexis Muenier        | 1908           | Huile sur toile                                                                   | 150 × 155 cm       | Dépôt de l’État (FNAC) en 2001                                                                                       | Salle Xaintonge       | [ 1 ] |
|       | Sur la porte (Paysanne franc-comtoise)                                                                  | Jules-Alexis Muenier        | 1892           | Huile sur toile                                                                   | 172 × 133 cm       | Don de l’artiste en 1896                                                                                             | Salle Xaintonge       | [ 1 ] |
|       | Soir d'été                                                                                              | Jules-Alexis Muenier        | 1914           | Huile sur toile                                                                   | 147 × 115 cm       | Dépôt du musée des Beaux-Arts de Tourcoing en 2003                                                                   | Salle Xaintonge       | [ 1 ] |
|       | Portrait de Mlle Marie Ardin                                                                            | Jules-Alexis Muenier        | 1885           | Huile sur toile                                                                   | 80 × 53 cm         | Don de Mme Ardin en 1935                                                                                             | Salle Xaintonge       | [ 1 ] |
|       | La Leçon de clavecin                                                                                    | Jules-Alexis Muenier        | 1909 - 1911    | Huile sur toile                                                                   | 131 × 107 cm       | Dépôt de l’État (FNAC) en 1962                                                                                       | Salle Xaintonge       | [ 1 ] |
|       | La Leçon de piano                                                                                       | Jules-Alexis Muenier        | Avant 1909     | Huile sur toile, esquisse                                                         |                    | Don de M. Henri Muenier en 1999                                                                                      | Salle Xaintonge       | [ 1 ] |
|       | Portrait de Geneviève Muenier                                                                           | Jules-Alexis Muenier        | Vers 1930      | Huile sur bois                                                                    | 35 × 29,5 cm       | Achat avec l’aide du Fonds régional d’acquisition des musées en 1999                                                 | Salle Xaintonge       | [ 1 ] |
|       | Roses trémières                                                                                         | Jules-Alexis Muenier        | 1891           | Huile sur toile                                                                   | 207 × 93 cm        | Donation Hubert-Legrand en 1952                                                                                      | Salle Xaintonge       | [ 1 ] |
|       | Villefranche au crépuscule                                                                              | Jules-Alexis Muenier        | 1893           | Huile sur toile                                                                   | 210 × 202 cm       | Dépôt de l’État (FNAC) en 1999                                                                                       | Salle Xaintonge       | [ 1 ] |
|       | Les Éteules                                                                                             | Jules-Alexis Muenier        | 1884           | Huile sur toile                                                                   | 22 × 41 cm         | Legs Prinet en 1959                                                                                                  | Salle Xaintonge       | [ 1 ] |
|       | Lever de lune à Pontcey                                                                                 | Jules-Alexis Muenier        |                | Huile sur toile                                                                   | 27 × 21 cm         | Donation Hubert-Legrand en 1971                                                                                      | Salle Xaintonge       | [ 1 ] |
|       | Lavandière                                                                                              | Jules-Alexis Muenier        | 1912           | Huile sur toile libre, étude pour Les laveuses                                    | 27,5 × 30 cm       | Don de M. Henri Muenier en 1999                                                                                      | Salle Xaintonge       | [ 1 ] |
|       | Paysan                                                                                                  | Jules-Alexis Muenier        | 1898           | Huile sur toile libre, étude pour Retour des champs                               | 43 × 30 cm         | Don de M. Henri Muenier en 1999                                                                                      | Salle Xaintonge       | [ 1 ] |
|       | Jeune Bergère tricotant                                                                                 | Jules-Alexis Muenier        | 1911           | Huile sur toile libre, étude pour La bergère                                      | 45,5 × 37,5 cm     | Don de M. Henri Muenier en 1999                                                                                      | Salle Xaintonge       | [ 1 ] |
|       | Le Train départemental                                                                                  | Jules-Alexis Muenier        |                | Huile sur toile, esquisse                                                         | 82 × 65 cm         | Don de M. Henri Muenier en 1999                                                                                      | Salle Xaintonge       | [ 1 ] |
|       | Faucheur                                                                                                | Jules-Alexis Muenier        | 1909           | Huile sur toile, étude pour L’orage qui monte                                     | 46 × 38 cm         | Achat avec l’aide du Fonds régional d’acquisition des musées en 1999                                                 | Salle Xaintonge       | [ 1 ] |
|       | Lavandière                                                                                              | Jules-Alexis Muenier        | 1910           | Huile sur toile, étude pour Petite Laveuse                                        | 38 × 46 cm         | Achat avec l’aide du Fonds régional d’acquisition des musées en 1999                                                 | Salle Xaintonge       | [ 1 ] |
|       | À l’ombre                                                                                               | Jules-Alexis Muenier        | 1887           | Huile sur toile, étude pour La Conversation                                       | 82 × 65 cm         | Achat avec l’aide du Fonds régional d’acquisition des musées en 1999                                                 | Salle Xaintonge       | [ 1 ] |
|       | La Grand-Mère                                                                                           | Jules-Alexis Muenier        |                | Huile sur toile, étude pour Une belle histoire (1935)                             | 46 × 38 cm         | Don de M. Henri Muenier en 1999                                                                                      | Salle Xaintonge       | [ 1 ] |
|       | Paysage de bord de Saône                                                                                | Jules-Alexis Muenier        |                | Huile sur toile                                                                   | 65,5 × 54,5 cm     | Achat avec l’aide du Fonds régional d’acquisition des musées en 1999                                                 | Salle Xaintonge       | [ 1 ] |
|       | Portrait du peintre Carl Von Stetten                                                                    | Gustave Courtois            | 1882           | Huile sur toile                                                                   | 31 × 27 cm         | Don de M. Edmond Guillaume en 1938                                                                                   | Salle Muenier         | [ 1 ] |
|       | Portrait de Mme Dagnan                                                                                  | Gustave Courtois            | vers 1884      | Huile sur toile                                                                   | 84 × 72 cm         | Donation Hubert-Legrand en 1971                                                                                      | Salle Muenier         | [ 1 ] |
|       | Jean Dagnan, âgé de trois ans                                                                           | Gustave Courtois            | 1886           | Huile sur toile                                                                   | 26,5 × 18,5 cm     | Donation Hubert-Legrand en 1971                                                                                      | Salle Muenier         | [ 1 ] |
|       | Portrait de Mme Dagnan                                                                                  | Gustave Courtois            | 1880           | Huile sur toile                                                                   | 150 × 110 cm       | Donation Hubert-Legrand en 1969                                                                                      | Salle Muenier         | [ 1 ] |
|       | César au tombeau d'Alexandre le Grand                                                                   | Gustave Courtois            | 1878           | Huile sur toile, sujet imposé pour le concours du Prix de Rome                    | 144 × 176 cm       | Legs de M. Courcelle en 1904                                                                                         | Salle Muenier         | ,     |
|       | Ruelle à Alger                                                                                          | Pascal Dagnan-Bouveret      | 1888           | Huile sur toile                                                                   | 61 × 45 cm         | Donation Hubert-Legrand en 1971                                                                                      | Salle Dyverneresse    | [ 1 ] |
|       | Portrait de Gustave Courtois                                                                            | Pascal Dagnan-Bouveret      | 1882           | Huile sur toile                                                                   | 51 × 45 cm         | Don de M. Edmond Guillaume en 1938                                                                                   | Salle Muenier         | [ 1 ] |
|       | Portrait de Jean-Léon Gérôme en habit d’académicien                                                     | Pascal Dagnan-Bouveret      | 1902           | Huile sur toile                                                                   | 69 × 58 cm         | Donation Morot-Dubufe en 1945                                                                                        | Salle Dyverneresse    | [ 1 ] |
|       | Hernani (Carl von Stetten en costume de scène)                                                          | Pascal Dagnan-Bouveret      | 1890           | Huile sur toile                                                                   | 101 × 73 cm        | Donation Hubert-Legrand en 1971                                                                                      | Salle Dyverneresse    | [ 1 ] |
|       | Portrait de Madame Dagnan                                                                               | Pascal Dagnan-Bouveret      |                | Huile sur toile, inachevée                                                        | 55 × 45 cm         | Donation Hubert-Legrand en 1971                                                                                      | Salle Dyverneresse    | [ 1 ] |
|       | Portrait de Mme Barbey                                                                                  | Pascal Dagnan-Bouveret      | 1881           | Huile sur bois                                                                    | 90 × 73 cm         | Dépôt de la Salsa en 1981                                                                                            | Salle Dyverneresse    | [ 1 ] |
|       | Le Peintre et sa Femme                                                                                  | Pascal Dagnan-Bouveret      | 1884           | Huile sur toile, inachevée                                                        | 84 × 72 cm         | Donation Hubert-Legrand en 1971                                                                                      | Salle Dyverneresse    | [ 1 ] |
|       | Le Moulin de Corre                                                                                      | Pascal Dagnan-Bouveret      | 1878           | Huile sur bois                                                                    | 32 × 37 cm         | Donation Hubert-Legrand en 1971                                                                                      | Salle Dyverneresse    | [ 1 ] |
|       | Portrait de Mlle Anne-Marie Walter                                                                      | Pascal Dagnan-Bouveret      | 1878           | Huile sur bois                                                                    | 21 × 18 cm         | Donation Hubert-Legrand en 1971                                                                                      | Salle Dyverneresse    | [ 1 ] |
|       | Portrait de Jean Dagnan (dit à la tartine)                                                              | Pascal Dagnan-Bouveret      | vers 1887-1888 | Huile sur bois                                                                    | 27 × 19 cm         | Donation Hubert-Legrand en 1971                                                                                      | Salle Dyverneresse    | [ 1 ] |
|       | Le Pain bénit à Corre                                                                                   | Pascal Dagnan-Bouveret      | vers 1885      | Huile sur toile                                                                   | 140 × 105 cm       | Don des Amis du Musée et de la Bibliothèque de Vesoul en 1989                                                        | Salle Dyverneresse    | [ 1 ] |
|       | Portrait de femme                                                                                       | Pascal Dagnan-Bouveret      |                | Huile sur papier marouflé sur toile, étude pour Consolatrix Afflictorum (1899)    | 56 × 46 cm         | Achat avec l’aide du Fonds régional d’acquisition des musées en 1994                                                 | Salle Dyverneresse    | [ 1 ] |
|       | La Vieille Julie de Quincey                                                                             | Pascal Dagnan-Bouveret      | 1922           | Pastel sur toile                                                                  | 76 × 66 cm         | Don de M. Georges Garret en 1954                                                                                     | Salle Dyverneresse    | [ 1 ] |
|       | Vue de Venise                                                                                           | Pascal Dagnan-Bouveret      | 1882           | Huile sur carton entoilé                                                          | 46 × 37 cm         | Donation Hubert-Legrand en 1971                                                                                      | Salle Dyverneresse    | [ 1 ] |
|       | Portrait de Gabriel Bouveret                                                                            | Pascal Dagnan-Bouveret      | 1876           | Huile sur toile                                                                   | 56 × 43,5 cm       | Donation Hubert-Legrand en 1969                                                                                      | Salle Dyverneresse    | [ 1 ] |
|       | Autoportrait                                                                                            | Pascal Dagnan-Bouveret      | 1876           | Huile sur toile                                                                   | 26 × 21 cm         | Donation Hubert-Legrand en 1971                                                                                      | Salle Dyverneresse    | [ 1 ] |
|       | Vue de Quincey                                                                                          | Pascal Dagnan-Bouveret      |                | Huile sur toile                                                                   | 24,5 × 33,5 cm     | Donation Hubert-Legrand en 1971                                                                                      | Salle Dyverneresse    | [ 1 ] |
|       | L’Ombrelle rayée sur la plage                                                                           | René Prinet                 | vers 1925-1930 | Huile sur toile                                                                   | 86 × 106 cm        | Legs Prinet en 1959                                                                                                  | Salle Courtois        | [ 1 ] |
|       | Femme à sa toilette                                                                                     | René Prinet                 | vers 1935      | Huile sur toile                                                                   | 100,5 × 77,5 cm    | Don de l’artiste en 1938                                                                                             | Salle Courtois        | [ 1 ] |
|       | La Bibliothèque                                                                                         | René Prinet                 | vers 1906      | Huile sur toile                                                                   | 109 × 94 cm        | Legs Prinet en 1959                                                                                                  | Salle Courtois        | [ 1 ] |
|       | Le Réfectoire de l’orphelinat de Morey                                                                  | René Prinet                 | avant 1902     | Huile sur toile                                                                   | 113 × 138 cm       | Don de l’artiste en 1902                                                                                             | Salle Courtois        | [ 1 ] |
|       | La Chute du Todeur                                                                                      | Victor Jeanneney            | 1858           | Huile sur toile                                                                   | 200 × 151 cm       | Don de l’artiste en 1882                                                                                             | Salle Courtois        | [ 1 ] |
|       | Portrait de Victor Jeanneney                                                                            | François Ledoux-Jeanneney   |                | Huile sur toile                                                                   | 81 × 64,5 cm       | Don du Lions Club en 1981                                                                                            | Salle Courtois        | [ 1 ] |
|       | La Mort d’Abel                                                                                          | Émile Schuffenecker         | 1884           | Huile sur toile                                                                   | 121 × 157 cm       | Dépôt de l’État (FNAC) en 1897                                                                                       | Salle Dagnan-Bouveret | [ 1 ] |
|       | Les Nomades                                                                                             | Louis-Auguste Girardot      | 1890           | Huile sur toile                                                                   | 173 × 224 cm       | Don de Mme Kaiser en 1960                                                                                            | Salle Xaintonge       | [ 1 ] |
|       | L’Aveugle                                                                                               | Eugène Chaffanel            | 1883           | Huile sur toile                                                                   | 180 × 120 cm       | Don de l’artiste en 1885                                                                                             | Salle Dagnan-Bouveret | [ 1 ] |
|       | Les Flanqueurs                                                                                          | Pierre Georges Jeanniot     | 1884           | Huile sur toile                                                                   | 149 × 216 cm       | Dépôt de l’État en 1886                                                                                              | Salle Dagnan-Bouveret | [ 1 ] |
|       | Le Sculpteur au travail (Gérôme dans son atelier)                                                       | Fernand Cormon              | 1891           | Huile sur toile                                                                   | 161 × 132 cm       | Donation Morot-Dubufe en 1945                                                                                        | Salle Gérôme          | ,     |
|       | Marchande de fleurs                                                                                     | D'abandour                  | 1884           | Huile sur toile                                                                   | 130,5 × 98 cm      | Don de M. Gilles Cugnier en 1985                                                                                     | Salle Dagnan-Bouveret | [ 1 ] |
|       | Le Frappement de rocher                                                                                 | Peintre anonyme             |                | Huile sur toile                                                                   | 180 × 238 cm       | Don de Mlle Petiet en 1895                                                                                           | Salle Dagnan-Bouveret | [ 1 ] |
|       | Tête de femme enturbannée                                                                               | Pierre Subleyras            |                | Huile sur toile                                                                   | 85 × 71 cm         | Dépôt du musée du Louvre en 1872                                                                                     | Salle Dagnan-Bouveret | [ 1 ] |
|       | L'Adoration du veau d'or                                                                                | Peintre anonyme             |                | Huile sur toile                                                                   | 180 × 237 cm       | Don de Mlle Petiet en 1895                                                                                           | Salle Dagnan-Bouveret | [ 1 ] |
|       | Portrait d’homme (M. Chambrun à La Réunion)                                                             | Louis-André-Gabriel Bouchet | 1802           | Huile sur toile                                                                   | 93 × 80 cm         | Don des Amis du Musée et de la Bibliothèque de Vesoul avec l’aide du Fonds régional d’acquisition des musées en 1986 | Salle Dagnan-Bouveret | [ 1 ] |
|       | La Route du Tyrol                                                                                       | Julien-Michel Gué           | 1835           | Huile sur toile                                                                   | 107 × 134 cm       | Dépôt de l’État en 1876                                                                                              | Salle Dagnan-Bouveret | [ 1 ] |
|       | Les Falaises de l'Essart-Cendrin                                                                        | Gustave Courbet             | 1847           | Huile sur toile                                                                   | 40,5 × 33 cm       | Dépôt de la Salsa (legs Brulin-Demandre) en 2000                                                                     | Salle Dagnan-Bouveret | [ 1 ] |
|       | Portrait d'homme                                                                                        | Jérôme Cartellier           | 1844           | Huile sur toile                                                                   | 112 × 94 cm        | Don de M. Joseph Garret en 1882                                                                                      | Salle Dagnan-Bouveret | [ 1 ] |
|       | Portrait de Charles Demandre en tenue de chasseur                                                       | Faustin Besson              | 1850           | Huile sur toile                                                                   | 132 × 97 cm        | Dépôt de la Salsa (legs de Mme Brulin-Demandre) en 2000                                                              | Salle Dagnan-Bouveret | [ 1 ] |
|       | Bric à brac                                                                                             | Marguerite Jeanneney        | 1883           | Huile sur toile                                                                   | 81,5 × 100,5 cm    | Don de l'artiste en 1890                                                                                             | Salle Dagnan-Bouveret | [ 1 ] |
|       | Le Mariage de Ruth et Booz                                                                              | Auguste Leloir              | vers 1838      | Huile sur toile                                                                   | 49 × 65,5 cm       | Achat avec l’aide du Fonds régional d'acquisition des musées en 1995                                                 | Salle Dagnan-Bouveret | [ 1 ] |
|       | Le Moineau de Lesbie                                                                                    | Pierre-Alexandre Jeanniot   | 1875           | Huile sur toile                                                                   | 75,5 × 126 cm      | Don de Mme Jeanniot en 1892                                                                                          | Salle Dagnan-Bouveret | [ 1 ] |
|       | Le Martyre de sainte Ursule                                                                             | Gebhard Flatz               |                | Huile sur toile, d’après le tableau de Ludovic Carrache                           | 227 × 157 cm       | Achat avec l’aide du Fonds régional d’acquisition des musées en 1994                                                 | Salle Beauchamp       | [ 1 ] |
|       | Jean-François Hilaire, préfet de la Haute-Saône de 1804 à 1814                                          | n.c.                        |                | Peinture sur papier marouflé sur toile                                            | 68,5 × 54,5 cm     | Don des Amis du Musée et de la Bibliothèque de Vesoul en 2006                                                        | Salle Beauchamp       | [ 1 ] |
|       | Paysage de Saint-Jean-d'Acre avec monument aux morts                                                    | Peintre anonyme             |                | Huile sur toile, évoquant les fils d’A. de Mailly décédés au siège d’Acre en 1799 | 50 × 68 cm         | Achat avec l’aide du Fonds régional d’acquisition des musées en 1997                                                 | Salle Beauchamp       | [ 1 ] |
|       | Portrait de l’Abbé Joseph de Beauchamp                                                                  | Attribué à François Rosset  | vers 1781      | Huile sur toile                                                                   | 76 × 65 cm         | Don de Mme Claire Chevassu en 1905                                                                                   | Salle Beauchamp       | [ 1 ] |
|       | Place du Palais de Justice à Vesoul                                                                     | Henri Blandin               | 1886           | Huile sur toile                                                                   | 97 × 146 cm        | Don de l’artiste en 1887                                                                                             | Salle Beauchamp       | [ 1 ] |
|       | Défilé de la Compagnie des sapeurs-pompiers, place Neuve à Vesoul                                       | Henri Blandin               | 1886           | Huile sur toile                                                                   | 121 × 171 cm       | Don de l’artiste en 1887                                                                                             | Salle Beauchamp       | [ 1 ] |

### Sculptures
| Image | Titre                                              | Auteur                                                                   | Date             | Matériel                                                                         | Dimensions (H x L) | Provenance                                                                            | Lieu d'exposition     | Réf.  |
| ----- | -------------------------------------------------- | ------------------------------------------------------------------------ | ---------------- | -------------------------------------------------------------------------------- | ------------------ | ------------------------------------------------------------------------------------- | --------------------- | ----- |
|       | Belluaire (Plaudite Cives)                         | Jean-Léon Gérôme                                                         | 1898             | Bronze noir, fonte Siot-Decauville                                               | 40 cm              | Achat avec l’aide du Fonds régional d’acquisition des musées en 1983                  | Salle Gérôme          | [ 1 ] |
|       | Le Mendiant                                        | Jean-Léon Gérôme                                                         | vers 1898        | Bronze doré, fonte Siot-Decauville                                               | h. 49 cm           | Achat avec l’aide du Fonds régional d’acquisition des musées en 1991                  | Salle Gérôme          | [ 1 ] |
|       | Buste de Bellone                                   | Jean-Léon Gérôme                                                         | vers 1899        | Bronze à plusieurs patines, bois peint, verre et porcelaine                      | 87 × 47 × 30 cm    | Donation Morot-Dubufe en 1945                                                         | Salle Gérôme          | ,     |
|       | Phryné                                             | Alexandre Falguière                                                      | après 1870       | Marbre blanc, d’après le tableau Phryné devant l’Aréopage (1861) de J.-L. Gérôme | h. 75 cm           | Don du Rotary-Club de Vesoul en 1979                                                  | Salle Gérôme          | [ 1 ] |
|       | Joueuse de boules                                  | Jean-Léon Gérôme                                                         | 1902             | Bronze doré, fonte Siot-Decauville                                               | h. 82 cm           | Achat avec l’aide du Fonds régional d’acquisition des musées en 1985                  | Salle Gérôme          | [ 1 ] |
|       | Buste de Jean-Léon Gérôme polychromant une Tanagra | Léopold Bernstamm                                                        | 1897             | Bronze patiné brun, fonte Siot-Decauville                                        | h. 76 cm           | Dépôt de l’État en 1949                                                               | Salle Gérôme          | ,     |
|       | Danseuse au cerceau                                | Jean-Léon Gérôme                                                         | 1891             | Bronze doré, Siot-Decauville                                                     | h. 26,5 cm         | Don des Amis du Musée et de la Bibliothèque de Vesoul en 1990                         | Salle Gérôme          | [ 1 ] |
|       | Omphale                                            | Jean-Léon Gérôme                                                         | 1887             | Marbre                                                                           | h. 132 cm          | Donation Morot-Dubufe en 1945                                                         | Salle Gérôme          | ,     |
|       | Anacréon, Bacchus et Amour                         | Jean-Léon Gérôme                                                         | 1881             | Bronze patiné brun, Barbedienne                                                  | h. 73 cm           | Don de l’artiste en 1882                                                              | Salle Gérôme          | [ 1 ] |
|       | Danseuse à la pomme                                | Jean-Léon Gérôme                                                         | vers 1893        | Bronze à plusieurs patines, fonte Siot-Decauville                                | h.70 cm            | Don des Amis du Musée et de la Bibliothèque de Vesoul avec l’aide du FRAM en 1987     | Salle Gérôme          | [ 1 ] |
|       | L’industrie métallurgique (La Douleur)             | Jean-Léon Gérôme                                                         | 1901             | Plâtre patiné                                                                    | h. 110 cm          | Don de l’artiste à la Ville de Vesoul en 1881                                         | Salle Gérôme          | [ 1 ] |
|       | L’Oracle aux serpents                              | Jean-Léon Gérôme                                                         | vers 1899        | Plâtre patiné bronze vert                                                        | h. 91 cm           | Donation Morot-Dubufe en 1945                                                         | Salle Gérôme          | [ 1 ] |
|       | Gladiateur jouant du cor                           | Jean-Léon Gérôme                                                         | vers 1889        | Plâtre patiné bronze noir                                                        | h. 97 cm           | Don de l’artiste à la Ville de Vesoul                                                 | Salle Gérôme          | [ 1 ] |
|       | Mirmillon                                          | Jean-Léon Gérôme                                                         | vers 1875        | Plâtre patiné bronze noir                                                        | h. 99 cm           | Don de l’artiste en 1879                                                              | Salle Gérôme          | [ 1 ] |
|       | Le Duc d'Aumale                                    | Jean-Léon Gérôme                                                         | 1899             | Plâtre patiné brun, modèle pour le monument au Duc d’Aumale                      | 120 × 95 cm        | Don de l’artiste en 1901                                                              | Salle Delarbre        | ,     |
|       | La Prise de la Smalah                              | Jean-Léon Gérôme                                                         | 1899             | Bas-relief en plâtre, modèle pour le monument au Duc d’Aumale                    |                    | Dépôt du musée de Besançon (MBAA) en 2012                                             | Salle Delarbre        | ,     |
|       | La Reddition d’Abd-el-Kader                        | Jean-Léon Gérôme                                                         | 1899             | Bas-relief en plâtre, modèle pour le monument au Duc d’Aumale                    |                    | Dépôt du musée de Besançon (MBAA) en 2012                                             | Salle Delarbre        | ,     |
|       | L’Aigle expirant de Waterloo                       | Jean-Léon Gérôme                                                         | 1904             | Bronze doré et granit, fonte Siot-Decauville                                     | h. 70 cm           | Don des Amis du Musée et de la Bibliothèque de Vesoul avec l’aide du FRAM en 1991     | Salle Cousin          | [ 1 ] |
|       | Frédéric le Grand                                  | Jean-Léon Gérôme                                                         | 1899             | Plâtre patiné bronze doré                                                        | h. 75 cm           | Don de l’artiste vers 1900                                                            | Salle Cousin          | [ 1 ] |
|       | La Danse (Loïe Fuller)                             | Jean-Léon Gérôme                                                         | vers 1893        | Marbre blanc                                                                     | h.80 cm            | Don de l'artiste vers 1900                                                            | Salle Cousin          | [ 1 ] |
|       | Jean-Léon Gérôme                                   | Henri-Léon Gréber                                                        | 1904             | Plâtre pâtiné brun                                                               | h. 40 cm           | Mode d’acquisition inconnu                                                            | Salle Cousin          | [ 1 ] |
|       | Buste du Docteur Reclus                            | Jean-Léon Gérôme                                                         | 1846             | Bronze à plusieurs patines, fonte Siot-Decauville                                |                    | Achat avec l’aide du Fonds régional d’acquisition des musées en 1982                  | Salle Cousin          | [ 1 ] |
|       | Tanagra                                            | Jean-Léon Gérôme                                                         | 1890             | Bronze patiné vert et doré, fonte Siot-Decauville                                | h. 150 cm          | Don de la Société La Comté à la Ville de Vesoul en 1913                               | Salle Iselin          | [ 1 ] |
|       | Buste de Gérôme                                    | Jean-Baptiste Carpeaux                                                   | après 1872       | Bronze doré                                                                      | h. 82 cm           | Don de la Société La Comté à la Ville de Vesoul en 1913                               | Salle Iselin          | [ 1 ] |
|       | Buste de Gérôme                                    | Élias Robert                                                             | 1846             | Bronze patiné noir                                                               | h 37 cm            | Don de M. Gilles Cugnier en 1985                                                      | Salle Iselin          | [ 1 ] |
|       | Buste de l’Impératrice Eugénie                     | Henri-Frédéric Iselin                                                    | 1862             | Marbre blanc                                                                     | h. 64 cm           | Don des Amis du Musée et de la Bibliothèque de Vesoul en 1979                         | Salle Iselin          | [ 1 ] |
|       | Maquette pour un monument Gérôme à Vesoul          | Jules Aimé Grosjean                                                      | vers 1904 - 1906 | Terre cuite                                                                      | h. 55 cm           | Don de Mme Jules Grosjean en 1906                                                     | Salle Iselin          | [ 1 ] |
|       | Maquette pour un monument Gérôme à Vesoul          | Jules Aimé Grosjean                                                      | vers 1904 - 1906 | Terre cuite                                                                      | h. 43 cm           | Don de Mme Jules Grosjean en 1906                                                     | Salle Iselin          | [ 1 ] |
|       | Maquette pour un monument Gérôme à Vesoul          | Jules Aimé Grosjean                                                      | vers 1904 - 1906 | Terre cuite                                                                      | h. 35,5 cm         | Don de Mme Jules Grosjean en 1906                                                     | Salle Iselin          | [ 1 ] |
|       | La Douleur                                         | Jean-Léon Gérôme                                                         | n.c.             | Bronze à plusieurs patines                                                       | 110 × 56 × 68 cm   | Don de Mme Masson en 1985                                                             | Salle Iselin          | ,     |
|       | Callirhoé                                          | Henry Varnier                                                            | vers 1874        | Marbre blanc                                                                     | h. 92 cm           | Dépôt de l’État à la Ville de Vesoul en 1874                                          | Salle Muenier         | [ 1 ] |
|       | Les Violettes                                      | François-Raoul Larche                                                    | vers 1900        | Marbre                                                                           | n.c.               | Dépôt de l'État en 1900                                                               | Accueil               | [ 1 ] |
|       | Portrait de Pascal Dagnan-Bouveret                 | Jean Dampt                                                               | 1930             | Épreuve en plâtre patiné, d'après l'original de 1893                             | h. 60 cm           | Mode d'acquisition inconnu                                                            | Salle Dyverneresse    | [ 1 ] |
|       | Portrait de Bastien-Lepage                         | Auguste Rodin                                                            | avant 1893       | Bas-relief en plâtre dédicacé à Dagnan-Bouveret et Courtois                      | h. 77 cm           | Donation Hubert-Legrand en 1969                                                       | Salle Dyverneresse    | [ 1 ] |
|       | Buste d’homme                                      | n.c.                                                                     | n.c.             | Moulage en plâtre                                                                | h. 50 cm           | Patrimoine de la Ville Vesoul, École municipale de Dessin                             | Salle Courtois        | [ 1 ] |
|       | Buste d’homme                                      | n.c.                                                                     | n.c.             | Moulage en plâtre                                                                | h. 49 cm           | Patrimoine de la Ville de Vesoul, École municipale de Dessin                          | Salle Courtois        | [ 1 ] |
|       | Décor architectural à motif de palmette            | n.c.                                                                     | n.c.             | Moulage en plâtre                                                                | h. 41 cm           | Patrimoine de la Ville de Vesoul, École municipale de Dessin                          | Salle Courtois        | [ 1 ] |
|       | Carreau à motif floral stylisé                     | n.c.                                                                     | 1911             | Moulage en plâtre                                                                | 23,5 × 23,5 cm     | Patrimoine de la Ville de Vesoul, École municipale de Dessin                          | Salle Courtois        | [ 1 ] |
|       | Mithridate VI sous les traits d'Héraclès           | Jean-Léon Gérôme                                                         | vers 1870-1880   | Plâtre d’étude, moulage d’après l’Antique                                        | h. 66 cm           | Patrimoine de la Ville de Vesoul, École municipale de Dessin                          | Salle Courtois        | [ 1 ] |
|       | Les enfants Galzot                                 | Jules Aimé Grosjean                                                      | 1897             | Plâtre patiné                                                                    | h. 52 cm           | Don de Mme Jules Grosjean en 1906                                                     | Salle Dagnan-Bouveret | [ 1 ] |
|       | Vieillard à la source                              | Georges Laëthier                                                         | 1900             | Plâtre patiné terre cuite                                                        | h. 92 cm           | Don de l’artiste en 1900                                                              | Salle Dagnan-Bouveret | ,     |
|       | Christ aux liens                                   | n.c.                                                                     | XVIe siècle      | Pierre calcaire polychrome                                                       | h. 138 cm          | Achat à l’Institut Bourdault de Vesoul en 1858 (Prov : couvent des Capucins à Vesoul) | Salle Beauchamp       | [ 1 ] |
|       | Sainte Marthe                                      | n.c.                                                                     | n.c.             | Pierre calcaire (Statuette et niche votive datée 1686)                           | h. 101 cm          | Patrimoine municipal, Ville de Vesoul (Prov : ancien hôpital de Vesoul)               | Salle Beauchamp       | [ 1 ] |
|       | Sainte Madeleine                                   | n.c.                                                                     | n.c.             | Pierre calcaire (Statuette et niche votive datée 1686)                           | h. 101 cm          | Patrimoine municipal, Ville de Vesoul (Prov. ancien hôpital de Vesoul)                | Salle Beauchamp       | [ 1 ] |
|       | Épitaphe d’une religieuse Ursuline à Vesoul        | n.c.                                                                     | 1622             | Grès                                                                             | 22 × 21 × 7 cm     | Dépôt de la Salsa (Prov. propriété privée rue Salengro à Vesoul)                      | Salle Beauchamp       | [ 1 ] |
|       | Buste du capitaine Henri Blandin                   | Mondan (Artiste amateur, officier au Régiment du 11e Chasseurs à Vesoul) | vers 1878        | Terre cuite                                                                      | h. 35,5 cm         | Don de l’hôpital de Vesoul après 1895                                                 | Salle Beauchamp       | [ 1 ] |

### Menuiseries
| Image | Titre                                                                                                | Auteur         | Date          | Matériel                                                                                      | Dimensions (H x L) | Provenance                                                                                | Lieu d'exposition | Réf.  |
| ----- | --- | -------------- | ------------- | --------------------------------------------------------------------------------------------- | ------------------ | ----------------------------------------------------------------------------------------- | ----------------- | ----- |
|       | Console style Empire                                                                                 | n.c.           | XIXe siècle   | Placage acajou, plateau en marbre, bronzes                                                    | h. 89 cm           | Date et mode d'acquisition inconnus                                                       | Salle Beauchamp   | [ 1 ] |
|       | Commode demi-lune                                                                                    | Nicolas Petit  | XVIIIe siècle | Strucutre bois de chêne et marqueterie bois de rose, poinçon de Jurande JME, époque Louis XVI | h. 72 cm           | Legs de Mme la Générale Comte en 1908                                                     | Salle Iselin      | [ 1 ] |
|       | Buffet à hauteur d’appui                                                                             | Auteur inconnu | vers 1900     | Bois noirci, incrustations de laiton, style Napoléon III                                      | 106 × 116 × 45 cm  | Don de Mme Germaine Monnin en 1990                                                        | Salle Iselin      | [ 1 ] |
|       | Saint Vincent - Statuette de la confrérie des vignerons fondée à Vesoul en 1597, niche votive (1769) | n.c.           | n.c.          | Bois doré polychromé, bois de chêne                                                           | h. 56 cm           | Don de la Confrérie des vignerons de Vesoul en 1986 (Prov. église Saint-Georges à Vesoul) | Salle Beauchamp   | [ 1 ] |

### Lithographie
| Image | Titre                         | Auteur           | Date | Support                                                              | Dimensions (H x L) | Provenance                      | Lieu d'exposition | Réf.  |
| ----- | ----------------------------- | ---------------- | ---- | -------------------------------------------------------------------- | ------------------ | ------------------------------- | ----------------- | ----- |
|       | Rosace antique                | Victor Jeanneney | 1879 | Lithographie Ed. A. Suchaux, planche issue d’un cours de dessin      | 47 × 30,5 cm       | Achat en vente publique en 1983 | Salle Courtois    | [ 1 ] |
|       | Fleurs décoratives            | Victor Jeanneney | 1880 | Lithographie de l’élève Berçot, imprimée à l’École normale de Vesoul | 40,9 × 31,9 cm     | Achat en vente publique en 1983 | Salle Courtois    | [ 1 ] |
|       | Tête masculine laurée         | Victor Jeanneney | 1879 | Lithographie, imprimée à l’École normale de Vesoul                   | 50 × 32,5 cm       | Achat en vente publique en 1983 | Salle Courtois    | [ 1 ] |
|       | Tête d’homme barbu, de profil | Victor Jeanneney | 1879 | Lithographie de E. Verrier, imprimée à l’École normale de Vesoul     | 49,8 × 31,9 cm     | Achat en vente publique en 1983 | Salle Courtois    | [ 1 ] |